# Mont Aiguille

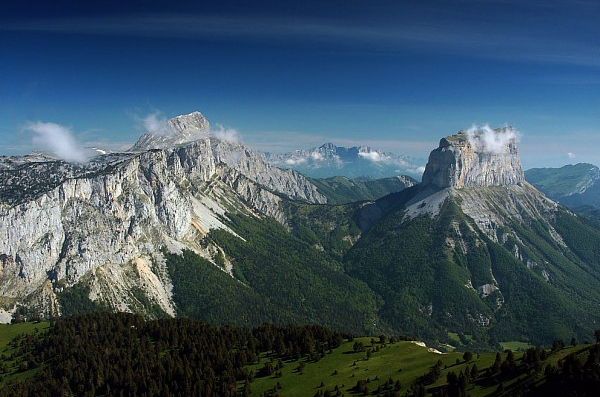
Grand Veymont (po lewej) i Mont Aiguille (po prawej)

Mont Aiguille (2086,7 m n.p.m.) – góra w południowo-wschodniej części grupy górskiej Vercors we francuskich Préalpes du Dauphiné, zaliczana do tzw. Prealp wapiennych. Znajduje się na pograniczu gmin Chichilianne, Saint-Martin-de-Clelles i Saint-Michel-les-Portes, w południowej części departamentu Isère. Leży na terenie Regionalnego Parku Przyrody Vercors (fr. Parc Naturel Régional du Vercors).

## Geomorfologia
Z punktu widzenia geomorfologii Mont Aiguille jest klasyczną „górą-świadkiem”. Ma formę monolitu o podstawie zbliżonej do prostokąta, stromych ścianach i płaskiej wierzchowinie. Wypreparowany on został z dawnego płaskowyżu, którego powierzchnia sytuowała się na wysokości 2000 – 2300 m n.p.m. i którego pozostałością są sąsiednie plateaux masywu Vercors. Wierzchowina, nieznacznie opadająca ku południu, pokryta halą, ma powierzchnię zbliżoną do wydłużonego owalu o wymiarach maksymalnych 900 na 130 m, którego dłuższa oś leży na kierunku NE – SW. Wysokość ścian górnego bloku zmienia się od ok. 250 m (filar południowo-zachodni) do ok. 350 m (filar północno-wschodni).
Mont Aiguille jest górą „żywą”, z jej ścian cały czas obrywają się mniejsze lub większe fragmenty skał. W czasach historycznych miało miejsce wiele takich obrywów. Do 1940 r. wysokość góry wynosiła 2097 m, lecz seria obrywów północnej ściany obniżyła ją do obecnej wartości (np. fragment ściany wraz z krzyżem szczytowym oberwał się w 1948 r.). W 1955 r. kolejne obrywy zniszczyły wiele hektarów lasu u podnóży Mont Aiguille. W końcu października 2003 r. obrywy skał zniszczyły stałe ubezpieczenia (liny) na początkowym odcinku tzw. drogi normalnej na szczyt.

## Geologia
Podstawa Mont Aiguille, częściowo zalesiona, a cząściowo pokryta luźnymi piargami i usypiskami, zbudowana jest z wielu warstw wyraźnie uławicowanych marglistych wapieni kredowych, w dolnej części z wieku hoterywu, a w górnej – z dolnego barremu (136 – 128 mln lat temu). Skały te są dobrze widoczne u podnóży filara północno-wschodniego. Górną część góry, ów charakterystyczny monolit, tworzy jeden masywny, lity blok twardych, zbitych wapieni bioklastycznych z barremu, występujących tu w postaci ławicy o średniej miąższości ok. 300 m.

## Obraz góry w dawnych wiekach
Przez długi czas Mont Aiguille uznawana była w powszechnej ocenie za górę niedostępną i w ogóle niemożliwą do zdobycia. Otoczona była wieloma legendami, wspomnianymi już w pierwszym lakonicznym opisie góry, pochodzącym z 1211 r. W ikonografii przedstawiano ją zwykle (w absolutnym oderwaniu od rzeczywistości) w formie wielkiego stożka postawionego wierzchołkiem ku dołowi. Rabelais w swym dziele pt. „Le Quart – Livre” (rozdział LVII) przyrównywał górę do ogromnego grzyba. Jezuici z Collège de Grenoble zaliczyli ją do siedmiu cudów Delfinatu. W wydanym w 1701 r. albumie pt. "Sept Merveilles du Dauphiné" napisali, że z daleka przypomina ona odwróconą piramidę, a odpowiedni rysunek w tym dziele zwieńczony został napisem Supereminet invius (łac. Wznosi się niedostępna). I pomimo iż już kilka lat później Królewska Akademia Nauk (fr. l'Académie Royale des Sciences) zdecydowanie zdementowała ową „piramidalną” bzdurę, to jeszcze na początku wieku XIX była ona powielana w niektórych wydawnictwach.

## Historia zdobywania góry
Śledząc fantastyczne wyobrażenia Mont Aiguille w literaturze trudno uwierzyć, że góra zdobyta została już w końcu XV w.! Dokonała tego 26 czerwca 1492 r. na rozkaz króla Karola VIII wyprawa, którą kierował Antoine de Ville – kapitan twierdzy Montélimar, pan Dompjulien i Beaupré. Kawalerowi de Ville w wyprawie towarzyszyła spora ekipa, w tym m.in. oficjalny przedstawiciel Kościoła, liczni tragarze oraz zespół „specjalistów”, którzy mieli za zadanie udostępnić najtrudniejsze fragmenty drogi (stolarz wyspecjalizowany w robieniu drabin, kamieniarz itp.). Użyto setek metrów drabin i lin oraz wiele żelaznych haków.
Jak zanotowano w oficjalnym sprawozdaniu z wyprawy, ekipa de Ville’a biwakowała na wierzchowinie szczytowej przez 8 dni, przyjmując w tym czasie wizyty blisko dwudziestu lokalnych notabli. Ustawiono na górze 3 krzyże i zbudowano na niej nawet niewielki kamienny schron. Góra otrzymała oficjalną nazwę „Agulle Fort”.
Nie wiemy dokładnie, którędy de Ville poprowadził swoją drogę na szczyt (do naszych czasów nie zachowały się żadne ślady tej ekspedycji). Przypuszcza się, że była to kombinacja obecnych dróg Freycheta i Tubulaires na ścianie zachodniej.
Zdobycie Mont Aiguille (przypadające na ten sam rok, co „odkrycie” Ameryki przez Kolumba), uznawane jest często za narodziny światowego alpinizmu.
1834 r. – 16 czerwca miało miejsce drugie znane wejście na Mont Aiguille. Dokonał go Jean Liotard, pasterz z Trézanne. Początkowo towarzyszyło mu jeszcze 4 śmiałków, którzy jednak zawrócili po przebyciu pierwszej ćwierci drogi. Liotard pokonał znaczne fragmenty drogi na bosaka. Jego wejście znalazło szeroki rozgłos w prasie i ostatecznie obaliło mit o niedostępności góry. 6 lipca tego samego roku na szczyt weszła kolejna grupa zdobywców, „śpiewając Marsyliankę i tańcząc”. W ten sposób otwarta została tzw. droga normalna (fr. voie normale), poprowadzona ścianą północno-zachodnią.
1878–1880 – sekcja Isère Francuskiego Klubu Alpejskiego (Club Alpin Français -C.A.F.) wyposażyła najtrudniejsze odcinki drogi normalnej w stalowe liny do asekuracji (patrz: via ferrata) o łącznej długości 130 m. Liny te były wymienione w 1930 r., lecz obecnie nie dają już poczucia bezpieczeństwa.
1877 r. – pierwsze "turystyczne" wejście na Mont Aiguille (E. Rochat, członek Francuskiego Klubu Alpejskiego z Paryża, z dwoma miejscowymi przewodnikami).
1895 r. – po raz pierwszy zdobyto Mont Aiguille nową drogą, poprowadzoną ścianą północną. Dokonali tego E. Thorant et H. Chaumat (pierwsze wejście bez przewodnika; droga w większości zniknęła podczas obrywu w 1948 r.).
1921 – w marcu dokonano pierwszego zimowego przejścia drogi normalnej (Dalloz, Tetard i Berger).
1957 r. – 27 sierpnia na wierzchowinie szczytowej Mont Aiguille po raz pierwszy wylądował samolot. Dokonał tego Henri Giraud, szef pilotażu Aeroklubu Delfinatu (fr. l'Aéro-Club du Dauphiné) na maszynie Piper Cub J-3. Później ten sam pilot lądował na górze jeszcze wielokrotnie, w tym w warunkach zimowych 22 marca 1960 r. samolotem Super-Cub "Choucas", wyposażonym w płozy. Między 1957 a 1975 r. Giraud lądował na Mont Aiguille łącznie 53 razy.
1992 r. – między 26 czerwca a 13 lipca odbyły się uroczyste obchody 500. rocznicy pierwszego wejścia na Mont Aiguille. W ich ramach miało miejsce widowisko historyczne, przedstawiające zdobycie szczytu przez zespół występujący w strojach z końca XV w. i korzystający ze stosowanych wówczas środków (drabin, lin, haków itp.), a także wytyczenie nowej drogi na szczyt, nazwanej „la 500e”, wejścia na górę osób niepełnosprawnych, międzynarodowe spotkania lotniarzy i paralotniarzy, pokazy ultralekkich samolotów (ULM) oraz występy artystyczne i pokaz sztucznych ogni.
1997 r. – 4 lipca na szczytowym plateau, w pobliżu wylotu voie normale, umieszczono tablicę upamiętniającą 500. rocznicę zdobycia Mont Aiguille.

## Wejście na Mont Aiguille obecnie
Na Mont Aiguille prowadzi obecnie ok. 30 dróg wejściowych. Wszystkie bez wyjątku są drogami wspinaczkowymi. Przedstawiają różne stopnie trudności, lecz nawet najłatwiejsza z nich, droga normalna (fr. voie normale), przedstawia trudności w skali III+ – IV-. Wejście nią wymaga znajomości podstawowych technik linowych stosowanych we wspinaczce do asekuracji oraz zjazdów. 
Wszystkie drogi co najmniej w części biegną przez obszary bardzo kruchych skał i są wystawione na spadające kamienie, niektóre w tak znacznym stopniu, że nie są obecnie zupełnie uczęszczane. Należy pamiętać, że ze względu na wysokość i odosobnienie Mont Aiguille jest górą o kapryśnej pogodzie i w partiach szczytowych opad śniegu możliwy jest nawet w środku lata.
Zejście, chociaż możliwe również normalną drogą wejściową, ze względu na znaczny ruch w kierunku do góry i trudności w wymijaniu podchodzących zespołów, odbywa się z reguły inną drogą, z wykorzystaniem co najmniej 2 zjazdów (niezbędna lina min. 2x45 m).
W letnie weekendy nie należą do rzadkości dni, w których na szczycie staje ponad 100 osób.